# Paul Adelstein
Paul Adelstein, född 29 april 1969 i Chicago, Illinois, är en amerikansk skådespelare främst känd för rollen som agenten Paul Kellerman i Prison Break. Han spelar även barnläkaren Cooper Freedman i TV-serien Private Practice som är en spinoff till Grey's Anatomy.
Adelstein har medverkat i filmer som Be Cool och En geishas memoarer, samt i ett stort antal TV-serier, bland annat gästspel i Law & Order: Special Victims Unit, Scrubs, Brottskod: Försvunnen och  Las Vegas.
I oktober 2006 gifte han sig med skådespelaren Liza Weil. Äktenskapet upplöstes genom skilsmässa i november 2017. Paret har en gemensam dotter.

## Filmografi (i urval)
- 1990 – Svindlarna
- 1998–1999 – Amors pilar (TV-serie)
- 2000 – Djävulen och jag
- 2003 – Intolerable Cruelty
- 2004 – Collateral
- 2005 – En geishas memoarer
- 2005–2017 – Prison Break (TV-serie)
- 2007–2013 – Private Practice (TV-serie)
- 2009 – Land of the Lost
- 2013–2017 – Scandal (TV-serie)
- 2022 – The Menu
- 2023 – Cruel Summer (TV-serie)
- 2024 – Agatha All Along (TV-serie)